# Marcel Baliński
Marcel Baliński (ur. 20 grudnia 1995 w Łodzi) – polski muzyk jazzowy, pianista, kompozytor i animator kultury. Laureat Fryderyka (2025) wraz z zespołem Współgłosy w kategorii Album roku – jazz eksperymentalny / współczesna muzyka improwizowana. Nominowany do Fryderyka w kategorii Fonograficzny debiut roku jazz (2023).

## Życiorys
Ukończył klasę fortepianu w Zespole Szkół Muzycznych im. Stanisława Moniuszki w Łodzi (2008), Ogólnokształcącą Szkołę Muzyczną I i II st. im. Henryka Wieniawskiego w Łodzi (2014), studia licencjackie na Akademii Muzycznej w Krakowie (2017), studia magisterskie w klasie fortepianu na Akademii Muzycznej im. Grażyny i Kiejstuta Bacewiczów w Łodzi (2020) oraz studia magisterskie na wydziale kompozycji w Wyższej Szkole Sztuk Pięknych w Bernie w klasie Django Batesa.
Baliński jest muzykiem i liderem projektów muzycznych: Współgłosy, Marcel Baliński Trio, Entropia Ensemble, Marcel Baliński Quartet feat. Rudi Mahall. Współpracował m.in. z Jerry and the Pelican System, Charles Mingus Group, Zbigniewem Namysłowskim, Agą Zaryan, Wojtkiem Mazolewskim i Elektro Camerata Varsoviensis. Jest pomysłodawcą i współorganizatorem festiwalu muzycznego „Dwa Piętra” w Łodzi.
Jest laureatem Stypendium Artystycznego Marszałka Województwa Łódzkiego w kategorii Młody Twórca (2020), Stypendium Artystycznego Prezydent Miasta Łodzi (2020, 2024), Stypendium Młoda Polska Ministra Kultury i Dziedzictwa Narodowego (2021) i Hirschmann-Stipendium (2020). Pełni funkcję prezesa Zarządu Fundacji Współgłosy (od 2023).

### Życie prywatne
Związany jest z aktorką, Magdaleną Koleśnik.

## Dyskografia
| Tytuł                                                              | Dane dot. albumu                                                                                                   | Pozycja na liście |
| Tytuł                                                              | Dane dot. albumu                                                                                                   | POL               |
| ------------------------------------------------------------------ | --- | ----------------- |
| Entropia Ensemble – Entropia Ensemble                              | - Data: 6 listopada 2018 - Wydawca: Entropia Ensemble - Format: CD, digital download, streaming                    | –                 |
| Jerzy Mączyński – Jerry & The Pelican System (Polish Jazz vol. 83) | - Data: 10 maja 2019 - Wydawca: Warner Music Poland - Format: CD, digital download, streaming                      | –                 |
| Rasp Lovers – Romantic Alternative Schizofrenic Punk               | - Data: 26 października 2019 - Wydawca: Howard Records - Format: CD, digital download, streaming                   | –                 |
| Marcel Baliński Trio – Opalenizna i wiatr                          | - Data: 14 stycznia 2022 - Wydawca: Marcel Baliński - Format: CD, digital download, streaming                      | –                 |
| Paweł Lucewicz – Znachor (Original Motion Picture Soundtrack)      | - Data: 27 września 2023 - Wydawca: Paweł Lucewicz - Format: CD, digital download, streaming                       | –                 |
| Współgłosy – Współgłosy                                            | - Data: 6 września 2024 - Wydawca: Marcel Baliński i Fundacja Współgłosy - Format: CD, digital download, streaming | –                 |
| Wojtek Mazolewski Quintet – Beautiful People                       | - Data: 11 października 2024 - Wydawca: NoPaper Records - Format: CD, digital download, streaming                  | –                 |

## Nagrody i wyróżnienia
| Rok  | Kategoria                                                            | Nagroda                          | Uwagi                                                 |
| ---- | -------------------------------------------------------------------- | -------------------------------- | ----------------------------------------------------- |
| 2014 | School and Jazz Festival w Lubaczowie                                | Grand Prix (kategoria zespołowa) | Wyróżnienie                                           |
| 2015 | 36. Przegląd Piosenki Aktorskiej                                     | Nagroda Publiczności             | Laureat (jako akompaniator)                           |
| 2015 | 36. Przegląd Piosenki Aktorskiej                                     | Grand Prix                       | II miejsce (jako akompaniator)                        |
| 2015 | VI Festiwal Piosenki i Ballady Filmowej                              | Grand Prix                       | II miejsce (jako akompaniator)                        |
| 2015 | Festiwal Piosenki im. Jeremiego Przybory „Niebywalencja”             | Grand Prix                       | II wyróżnienie (jako akompaniator)                    |
| 2017 | Blue Note Poznań Jazz Competition                                    | Grand Prix                       | Wyróżnienie (Natalia Kordiak Quintet)                 |
| 2017 | 10th Azoty Tarnów Jazz Contest                                       | Grand Prix (kategoria zespołowa) | II miejsce (Natalia Kordiak Quintet)                  |
| 2017 | 10th Azoty Tarnów Jazz Contest                                       | Grand Prix (kategoria zespołowa) | Laureat (Entropia Ensemble)                           |
| 2017 | 10th Azoty Tarnów Jazz Contest                                       | Grand Prix (kategoria solowa)    | Laureat                                               |
| 2018 | 26. Rock & Chanson Festival w Kolonii                                | Grand Prix                       | Laureat (jako akompaniator)                           |
| 2018 | 26. Rock & Chanson Festival w Kolonii                                | Nagroda Publiczności             | Laureat (jako akompaniator)                           |
| 2018 | Jazz Juniors                                                         | Grand Prix                       | finalista (Entropia Ensemble)                         |
| 2019 | Blue Note Poznań Competition 2019                                    | Grand Prix                       | finalista (Trio Krzysztofa Baranowskiego)             |
| 2023 | Fonograficzny debiut roku jazz                                       | Fryderyk                         | Nominacja (Marcel Baliński Trio – Opalenizna i wiatr) |
| 2025 | Album roku – jazz eksperymentalny / współczesna muzyka improwizowana | Fryderyk                         | Laureat (Współgłosy – Współgłosy)                     |